# Paulinerklooster (Amberg)
Het Paulinerklooster van Amberg (Duits: Paulinerkloster) is een voormalig klooster in de Duitse stad Amberg dat toebehoorde tot de pauliners. Dit klooster was oorspronkelijk gewijd aan Sint-Jozef en maakte onderdeel uit van het Bisdom Regensburg. Na de secularisatie van 1803 heeft het voormalig klooster verschillende functies gehad en was het onder andere een militair ziekenhuis.

## Geschiedenis
De pauliners kwamen op uitnodiging van Keurvorst Maximiliaan I naar Beieren in 1627 en vestigden zich als eerste in de steden München en vanaf 1638 ook in Neunburg vorm Wald en leverde daar pastorale zorg. In 1652 werd het klooster gesticht in de stad Amberg. In 1671 kreeg men pas de volledige erkenning. In 1692 kocht de orde meerdere huizen op en kon het kloostergebouw pas gebouwd worden. De bouwwerkzaamheden werden overgedragen aan de Ambergse architect Wolfgang Dientzenhofer (1648-1706). Het sierstucwerk in het refter werd gemaakt door Paul d'Aglio.De fundamenten van de kerk waren al gelegd in 1709. Wegens de Spaanse Successieoorlog en haar vernietigingen zijn de bouwwerkzaamheden aan het gebouw vertraagd en vond de oplevering dus een aantal jaren later plaats. De plechtige wijding van de kerk vond plaats door de Bisschop van Regensburg: Gottfried Langwerth von Simmern op 29 augustus 1729. Door aanmoediging van Vicaris (pater) Ivo Markels begonnen de pauliners op 1 augustus 1759 aan de bouw van twee kerktorens.
De pastorale focus van het werk van de pauliners lag op militairen. Verder werd er door het klooster: een kloosterbrouwerij geëxploiteerd, wat tot grote verwervingen in Amberg gepaard ging. Een bekend brouwmeester was de in 1773 tot het convent toegetreden lekenbroeder Valentin Stephan Still. Hij vond sterk bier uit dat eerst onder de naam: heilige vader bier bekend stond en tegenwoordig als Salvatorbier. Dit bier wordt nog steeds gebrouwen wordt door de Paulanerbrouwerij in München.
In 1803 werd het klooster door de secularisatie ontbonden, tijdens de secularisatie waren er nog slechts drie priesters en een lekenbroeder die in het klooster woonde. De ex-kloosterlingen bleven zich in Amberg inzetten voor militaire pastorale zorg. De bibliotheek werd onmiddellijk geveild. De kloosterbrouwerij werd in 1803 overgenomen door de Ambergse brouwmeester Wingershof en kwam in privéhanden.
Vanaf 1856 functioneerde de brouwerij als Kommunbrauhaus. De kloostergebouwen kwamen in gebruikt als militair hospitaal. In 1925 werden de gebouwen verbouwd tot een rechtbank, deze functie hebben de voormalige kloostergebouwen nog steeds.
De kloosterkerk diende nog tot 1812 als garnizoenskerk. Na 1812 werd de kerk aan de eredienst onttrokken en werd het gebouw gebruikt als Zoutmagazijn. In 1862 kocht de Lutherse Kerk het kerkgebouw voor 12000 mark en werd het een lutherse parochiekerk. Tegenwoordig is dit kerkgebouw nog steeds als parochiekerk in gebruik.